# Божиславиці
Божиславиці (пол. Borzysławice, нім. Borislawitz) — село в Польщі, у гміні Павловички Кендзежинсько-Козельського повіту Опольського воєводства.
Населення — 165 осіб (2011).

## Демографія
Демографічна структура станом на 31 березня 2011 року:
|          | Загалом | Допрацездатний вік | Працездатний вік | Постпрацездатний вік |
| -------- | ------- | ------------------ | ---------------- | -------------------- |
| Чоловіки | 80      | 11                 | 57               | 12                   |
| Жінки    | 85      | 10                 | 52               | 23                   |
| Разом    | 165     | 21                 | 109              | 35                   |